# Pompeo Fabri
Pompeo Fabri (Roma, 2 aprile 1874 – Roma, 14 gennaio 1959) è stato un pittore, restauratore e acquerellista italiano.

## Biografia
Figlio di Pio Fabri e di Guendalina Castellani, Pompeo Fabri visse in un clima culturale e artistico fertile: il padre e la sorella Emma erano dei ceramisti; il nonno materno, Augusto Castellani, orafo e collezionista, dal 1873 ricopriva la carica di direttore onorario dei Musei Capitolini; il bisnonno, Luigi Fabri, era stato incisore e anche editore di Bartolomeo Pinelli.
Fin da giovane, Pompeo Fabbri rivolse i suoi interessi verso la pittura. Il suo primo maestro fu Giacomo Maes, un artista di origine belga che lo iniziò ai primi rudimenti del disegno. Stanco della visione troppo accademica del maestro, Pompeo Fabri diviene allievo dello zio Onorato Carlandi, che lo inserì tra i fondatori nel gruppo dei XXV della Campagna romana, con il soprannome di "Filugello". All'aria aperta, in campagna, il giovane Fabri sperimentò la pittura dal vivo, alla luce naturale, variante a seconda delle ore del giorno e del mutare delle stagioni.

### Esposizioni e incarichi
Partecipò nel 1898 all'Esposizione generale di Torino; tra gli anni 1901 e 1921 espose con la Società Amatori e Cultori di Belle Arti di Roma, di cui per un periodo fu segretario; nel 1901 era all'Esposizione Italiana a Pietroburgo; nel 1910 espose a Londra, alla Ryder Gallery, 47 dipinti; nel 1915 fu presente alla mostra dell'Associazione degli Acquarellisti romani e nel 1921 inviò sue opere alla Mostra del Grigio-verde, a Napoli. Fu segretario della Commissione Provinciale per la difesa del paesaggio.
Ottenne dal ministero della Pubblica Istruzione l'incarico di responsabile per il restauro degli affreschi di Castel Sant'Angelo, restauro che diresse tra il 1902 e il 1913, scoprendo anche parti dipinte a fresco, non conosciute. A Castel Sant'Angelo ha dedicato una serie di acquarelli, attualmente esposti nel Museo di Castel Sant'Angelo.
Nel 1913 Pompeo Fabri aveva raggiunto una sua personale maturità artistica. Riusciva ad astrarre, dalla pura visione della realtà, paesaggi immaginari e luminosi che chiamava sogni pittorici e che realizzava in una sinfonia di sfumati leggeri. «È in questi dipinti che il cuore dell'artista, traboccante di affetti, sembra esultare e aprirsi alla gioia più intensa e più pura, come in quella meravigliosa Danza degli alberi e nelle raffigurazioni di quei piani luminosi, sconfinati e silenziosi, da cui sembra sprigionarsi e prorompere il Carducciano canto dell'amore, e cioè "un cantico solo in mille canti, un inno in voce di mille preghiere". L'anima dell'artista sembra, in questi dipinti, placarsi perché, finalmente, ha trovato la maniera di esprimere la sua personalità.»
Sensibile agli effetti della luce, ma senza abbandonare del tutto la forma - sintetizzata, mai perduta - dipinse, soprattutto ad acquerello, vedute della Campagna romana: l'Appia Antica, Arcinazzo Romano e Anticoli Corrado. Negli ultimi anni realizzò paesaggi a olio, con tocchi larghi, rapidi e luminosi: il materiale pittorico dato con la spatola, senza risparmio. Abitava a palazzo Castellani, accanto a Fontana di Trevi. Per disposizioni testamentarie, 25 suoi dipinti di Roma Sparita e della Campagna romana, furono donati al Museo di Roma.

### Alcune sue opere
- Camogli, 1936.
- Horti Galatateae. La villa del pittore Sartorio, 1910.
- Santa Scolastica e Monte Crocetta.
- La chiesa della Croce a Capo Mele.
- Santa Maria in Aracoeli.
- Via Appia.
- Roma con cupola di San Pietro.
- Villa Borghese, 1915.
- Roseto a Villa Strohl Fern, 1919.

### Sue opere in Musei
- Museo di Roma (Palazzo Braschi)
- MACRO (Roma)
- Castel Sant'Angelo

### Suoi scritti
- Pompeo Fabri, Il marchese Campana. Fallito tentativo di costituzione di una Soc. An. per Azioni onde impedire l'esodo all'estero delle sue collezioni, in Strenna dei Romanisti, vol. 15, Roma, Staderini Editore, 1954,  pp. 181-185.